# Uloma merkli
Uloma merkli – gatunek chrząszcza z rodziny czarnuchowatych i podrodziny Tenebrioninae.
Gatunek ten opisany został po raz pierwszy w 2000 roku przez Wolfganga Schawallera na łamach „Stuttgarter Beiträge zur Naturkunde”. Jako lokalizację typową wskazano Sapulut na Borneo. Epitet gatunkowy nadano na cześć koleopterologa Ottona Merkla.
Chrząszcz o ciele długości od 12 do 13,2 mm. Ubarwienie jest brązowe. Na grzbietowej powierzchni głowy u samca występuje przednia listewka z dwoma słabo rozwiniętymi różkami, a za nią głębokie wgłębienie. Czułki u samców mają człony od siódmego do dziesiątego z krawędziami wierzchołkowymi pośrodku wyciągniętymi, na dziewiątym i dziesiątym wyraźnie i ząbkowato, na pozostałych dwóch słabo. Warga dolna u samca cechuje się języczkiem z kilkoma rozproszonymi szczecinkami oraz pozbawioną wgłębień nasadowo-bocznych, ale zaopatrzoną w otoczony długimi szczecinkami wcisk środkowy bródką. Przedplecze u samca ma wyraźny wcisk na całej szerokości przodu, nieobrzeżoną krawędź tylną z dwoma wciskami po bokach oraz mniej więcej równomiernie punktowaną i pozbawiona mikropunktowania powierzchnię. Pokrywy mają rzędy z punktami nie szerszymi niż odcinki rowków między nimi, a międzyrzędy płaskie. Odwłok ma ostatni z widocznych sternitów nieobrzeżony. Edeagus charakteryzuje się krótkimi, trójkątnymi paramerami.
Owad orientalny, znany z malezyjskiego stanu Sabah oraz indonezyjskiego Borneo Wschodniego.